# 遠藤盛章
遠藤 盛章（えんどうもりあき、1948年 - 2011年）はビデオジャーナリスト、映像ディレクター集団「DNA」チーフディレクター。法政大学社会学部卒業後、新聞や雑誌の編集者などを経て、TVのディレクター職につく。
自らカメラを持って単独潜入・取材を行うことによりビデオジャーナリストの活動を開始する。香港マフィア・フィリピンのイスラムゲリラ・麻薬組織の実態解明・ミャンマーのカレン軍・南アフリカの凶悪都市の潜入取材は一見に値する。また、パレスチナのゴラン高原取材・1998年のテポドン発射前の北朝鮮への潜入など活動的に取材を行っている。2000年以降はタリバン政権下のアフガニスタンへの取材。その後のアフガン戦争の取材・アフガン密貿易の取材、さらに2002年から翌年にかけてのイラク戦争の取材を行った。
2003年4月、イラク秘密警察にスパイ罪で拘束されるが釈放された。数々のドキュメンタリー番組に映像を提供している。
フリーランスの畠山理仁は、遠藤盛章と交流があり、慕っていたため、自らの有料メールマガジンにて、遠藤盛章の悲報を受け、「自分の記憶が残っていないほどの喪失感を覚え、前後不覚のまま街を徘徊したほどだった」と述べている。

## 著書
- 『国際ビデオジャーナリスト 世界の最危険地帯をゆく』双葉社、2001年7月。ISBN 4-575-29268-0